# Eupithecia confusaria
Eupithecia confusaria är en fjärilsart som beskrevs av Franz Dannehl 1933. Eupithecia confusaria ingår i släktet Eupithecia och familjen mätare. Inga underarter finns listade i Catalogue of Life.